# Opsiphanes cauca
Opsiphanes cauca är en fjärilsart som beskrevs av Johannes Karl Max Röber 1906. Opsiphanes cauca ingår i släktet Opsiphanes och familjen praktfjärilar. Inga underarter finns listade i Catalogue of Life.